# Громошиха
Громошиха — деревня в Устюженском районе Вологодской области.
Входит в состав Лентьевского сельского поселения, с точки зрения административно-территориального деления — в Лентьевский сельсовет.
Расположена на левом берегу реки Молога. Расстояние по автодороге до районного центра Устюжны — 18 км, до центра муниципального образования деревни Лентьево — 4 км. Ближайшие населённые пункты — Лентьево, Огибь, имени Желябова.
По переписи 2002 года население — 96 человек (43 мужчины, 53 женщины). Преобладающая национальность — русские (96 %).